# Flames (1917)
Flames é um filme de drama mudo britânico de 1917, dirigido por Maurice Elvey, estrelado por Margaret Bannerman, Owen Nares e Edward O'Neill.
É baseado em um romance de Robert Smythe Hichens. Segue-se as experiências de um estranho ocultista.

## Elenco
- Margaret Bannerman - Cuckoo
- Owen Nares - Valentine Creswell
- Edward O'Neill - Richard Marr
- Douglas Munro - Doutor Levetier
- Clifford Cobbe - Julian Addison